# Healy Lake
Healy Lake é uma Região censo-designada localizada no estado americano de Alasca, no Southeast Fairbanks Census Area.

## Demografia
Segundo o censo americano de 2000, a sua população era de 37 habitantes.

## Geografia
De acordo com o United States Census Bureau, a localidade tem uma área de 192,5 km², dos quais 171,6 km² cobertos por terra e 20,9 km² cobertos por água.

## Localidades na vizinhança
O diagrama seguinte representa as localidades num raio de 56 km ao redor de Healy Lake.